# Пинега (Архангельская область)
Пи́нега — посёлок в Архангельской области. Находится в Пинежском районе, но не является его центром (райцентр — Карпогоры). Административный центр сельского поселения МО «Пинежское». В 1780—1925 годах — уездный город.

## Этимология
Исторически местность называлась Пинежский волок. Ныне по километровому сухопутному маршруту волока проложен канал Кулой — Пинега.
Топоним Пинега происходит от названия одноимённой реки, на которой расположен посёлок.
Связь названия «Пинега» с финскими значениями peni, penikka — «собака» и joki — «река» по М. Фасмеру является недостоверной. Возводится к прибалтийско-финскому прилагательному pieni «маленький, короткий», оформленному речным суффиксом -га, рудиментом прибалтийско-финского -jogi «река».

…топоним Пинега присваивался рекам, являвшимся участками водных (водно-волоковых) путей и служившим для сокращения дороги.

## География
Посёлок расположен на правом берегу реки Пинеги (правый приток Северной Двины). Через посёлок проходит автодорога «Архангельск — Белогорский — Гбач — Пинега — Совполье — Кимжа — Дорогорское — Мезень». К северу от посёлка находится деревня Воепала, к югу — деревня Цимола. Северо-восточнее посёлка Пинега находится канал «Кулой — Пинега», который соединяет Пинегу в самой северной её точке с рекой Сотка (так в верхнем течении называется Кулой).

## История
Пинега — один из древнейших населённых пунктов Архангельской области. Впервые  населённый пункт под названием Пинежский волок упоминается в 1137 году. На деревянном «цилиндре-замке́» (пломбе) № 11, найденном в 1991 году в ходе раскопок в Новгороде, в слое XII века, имеется княжеский знак в виде трезубца и надпись: «В Пинезе 3 тысяче».
До начала XVII века находилась в Двинской области, а в 1613 году вошла в состав Кеврольского уезда Архангелогородской губернии. Указом императрицы Екатерины II в 1780 году, на месте упразднённого Кеврольского уезда и части Двинского уезда был образован Пинежский уезд Архангельской области Вологодского наместничества, а селение Пинежский волок стало уездным городом. В результате здесь появилось городническое правление, магистрат, казначейство. Первым городничим, прослужившим на этом посту четыре года, стал коллежский асессор Василий Кириллович Игнатьев.
Пинега до 1927 года была административным центром Пинежского уезда.
В 1927—1929 годах Пинега была в составе Архангельского уезда. В 1929 году при образовании Северного края РСФСР на территории Сурской, Карпогорской и Пинежской волостей Архангельского уезда (бывшего Пинежского) Архангельской губернии были выделены два района: Карпогорский и Пинежский. До 1959 года Пинега была райцентром Пинежского района, когда 2 района были объединены в единый Пинежский район, но с центром в Карпогорах.
Долгое время Пинежье было местом ссылки. Так, фаворит царицы Софьи, Василий Васильевич Голицын провёл здесь последние годы жизни и по смерти был захоронен в Красногорском мужском монастыре на Красной Горке (самом высоком месте Пинежского района в 15-ти км от посёлка Пинега).
К числу известных каторжан можно также отнести несколько революционеров Климента Ворошилова (был сослан в Пинегу в 1907-м году) и Алексея Рыкова а также Александра Серафимовича, арестованного в связи с делом о покушении на Александра III (организатор теракта Александр Ильич Ульянов, брат В. И. Ленина) и сосланным сюда в период 1887—1901 годах. Именно здесь под псевдонимом Александр Серафимович он написал свой первый рассказ «На льдине». Здесь также отбывал ссылку Р. Л. Самойлович. Осенью 1911 года был сослан в Пинегу писатель Александр Грин.
В период интервенции Пинега была занята англо-американскими войсками. C конца 1918 по начало 1920 года — центр Пинежского/Пинежско-Мезенского войскового района Северной Армии генерала Миллера. Командующим войсками был полковник П. А. Дилакторский, затем генерал П. П. Петренко.
П. А. Дилакторский оставил о себе в Пинеге недобрую память, вот что о его похождениях вспоминал С. Ц. Добровольский:
"Фаворит ген. М-ского, полк. N (Дилакторский). Вечно пьяный, разнузданный, он окружил себя соответствующим штабом и часто, гарцуя на улицах Пинеги, требовал, чтобы жители при встрече снимали шапки, побив однажды за неисполнение этого требования председателя местной земской управы. Местой почтенной учительнице он тоже в пьяном виде заявил, что так как она по своему возрасту не годится в проститутки, то он рекомедует ей, бросив педагогическую деятельность, открыть публичное заведение. Получив в своё бесконтрольное распоряжение 11000 руб. для целей контрразведки, он обратил их в свою пользу и вернул их значительно позже, уже находясь на службе в Мурманске после моего телеграфного тебования об уплате или предоставлении счёта. Ему не избежать было бы скамьи подсудимых, чему помешала наша эвакуация. Дальнейшая участь его была очень печальна, он был расстрелян восставшими в Мурманске."
Пинежские леса являлись местом расположения исправительно-трудовых лагерей Пинежского отделения ГУЛага — Кулойлага.
Постановлением Совета Министров СССР от 10 ноября 1967 года в соответствии с Указом Президиума Верховного Совета СССР от 26 сентября 1967 года Пинежский район был приравнен к районам Крайнего Севера в плане социальных льгот, а с 1993 года Правительственным указом Пинежье отнесено к районам Крайнего Севера Российской Федерации.

## Достопримечательности
В Пинеге сохранился исторический облик центральной части города, называемой жителями посёлка издавна «Володинским кварталом». Каменные здания принадлежали нескольким поколениям местных купцов Володиных. Основатель династии Иван Афанасьевич Володин (1805—1875) происходил из крестьян. Семейное торговое дело продолжили его сыновья — Егор, Михаил и Алексей, основавшие в 1899 году торговый дом «Братья Володины», а 11 апреля 1906 года был утверждён устав торгово-промышленного товарищества «Е., М., А. Братья Володины». Их компаньоном был Ефим Семёнович Вальков, управлявшим в Архангельске пароходством товарищества.Володиным принадлежало 26 пароходов и 70 барж, склады и пристани. В 1896 году был построен лесозавод. По состоянию на 1912 год товарищество имело капитал в миллион рублей. Ведущая роль в деле принадлежала купцу 1-й гильдии Алексею Ивановичу Володину. На пожертвования купца 1-й гильдии Михаила Ивановича Володина в Пинеге было выстроено каменное двухэтажное здание городского училища. Ныне на Пинежье реализуются комплексные программы развития христианского паломнического туризма.
Расположенные поблизости, в Голубино, карстовые пещеры, самая известная из которых — Голубинский провал, стали одним из любимых мест почитателей экстремального туризма. На сегодняшний день вход в пещеры закрыт на замок и два раза в день туда водятся организованные туристические группы. Под Пинегой находится государственный природный «Пинежский заповедник». Имеется туристический комплекс с горнолыжной базой, организуются экскурсии. Не менее известен водопад «Святой источник», расположенный в нескольких километрах от Голубино. От автодороги «Архангельск — Белогорский — Пинега — Кимжа — Мезень» к нему проложена экологическая тропа.

## Культура
В посёлке Пинега находится филиал Архангельского областного краеведческого музея — Пинежский краеведческий музей.
Ежегодно проводятся праздничные мероприятия, посвящённые празднованию Дня Пинеги, в августе 2027 года Пинега отметит своё 890-летие.
В произведении Валентина Пикуля «Звёзды над болотом» действие происходит в уездном городе Пинега.
Александр Грин, отбывавший в Пинеге ссылку, описал в своём рассказе «Сто вёрст по реке» путь из Пинеги в Архангельск.
Маршал Советского Союза Ворошилов К. Е. написал такой отзыв:

Пинега Архангельской губернии, куда я был определён для отбывания ссылки, оказалась замечательным городом, красиво расположенным на небольшой возвышенности вдоль берега реки. Прибыв в Пинегу под конвоем полицейского стражника, я моментально почувствовал в местных жителях русскую широту и удаль. Всё это удивляло и восхищало.

В 2008 году в Пинеге и окрестных деревнях киностудия «Ленфильм» провела съёмки кинофильма «Верую!» по мотивам рассказов Василия Шукшина.
Действует 2 гостиницы: одна в центре, другая на окраине, где находился ранее Аэропорт. Четыре оператора сотовой связи — МТС и МегаФон, Билайн, Tele2 Россия.

## Население
| 1861  | 1867  | 1918  | 1970  | 1979  | 1989  | 2002  |
| ----- | ----- | ----- | ----- | ----- | ----- | ----- |
| 596   | ↗637  | ↗1302 | ↗3592 | ↗4262 | ↗4401 | ↘3763 |
| 2010  | 2012  |       |       |       |       |       |
| ↘3225 | ↗3786 |       |       |       |       |       |

Население посёлка, по данным Всероссийской переписи населения 2010 года, составляло 3225 человек.
В 1861 году в Пинеге проживало 372 души мужского пола и 294 души женского пола, временно проживающих было 42 д. м. п., 5 ж. п. Не считая же войск, численность населения города составляла 596 душ обоего пола.

## Знаменитые уроженцы
- Семён Иванович Дежнёв — выдающийся русский мореход, путешественник, исследователь. Установлен факт происхождения Дежнёва из Волокопинежской волости.
- Георгий Александрович Алексеев — Герой Советского Союза.
- Лев Германович Лейбсон — знаменитый русский физиолог
- Петров Георгий Иванович — учёный в области гидроаэромеханики и газовой динамики

## Радио
- 68,30 (Молчит) Радио России / Радио Поморье
- 101,7 (Молчит) Радио Маяк
- 102,2 Радио России / Радио Поморье

## Фотогалерея
- Монастырь на Красной горе. Памятный знак на месте погребения Князя В.В.Голицына
- Древние фрески Красногорского монастыря
- Лес вблизи Пинеги

### Карты
- Посёлок Пинега. Публичная кадастровая карта
- Пинега на карте Wikimapia Архивировано 25 августа 2011 года.
- Топографическая карта Q-38-111-C,D Архивная копия от 19 февраля 2014 на Wayback Machine